# Spårvägsmuseum

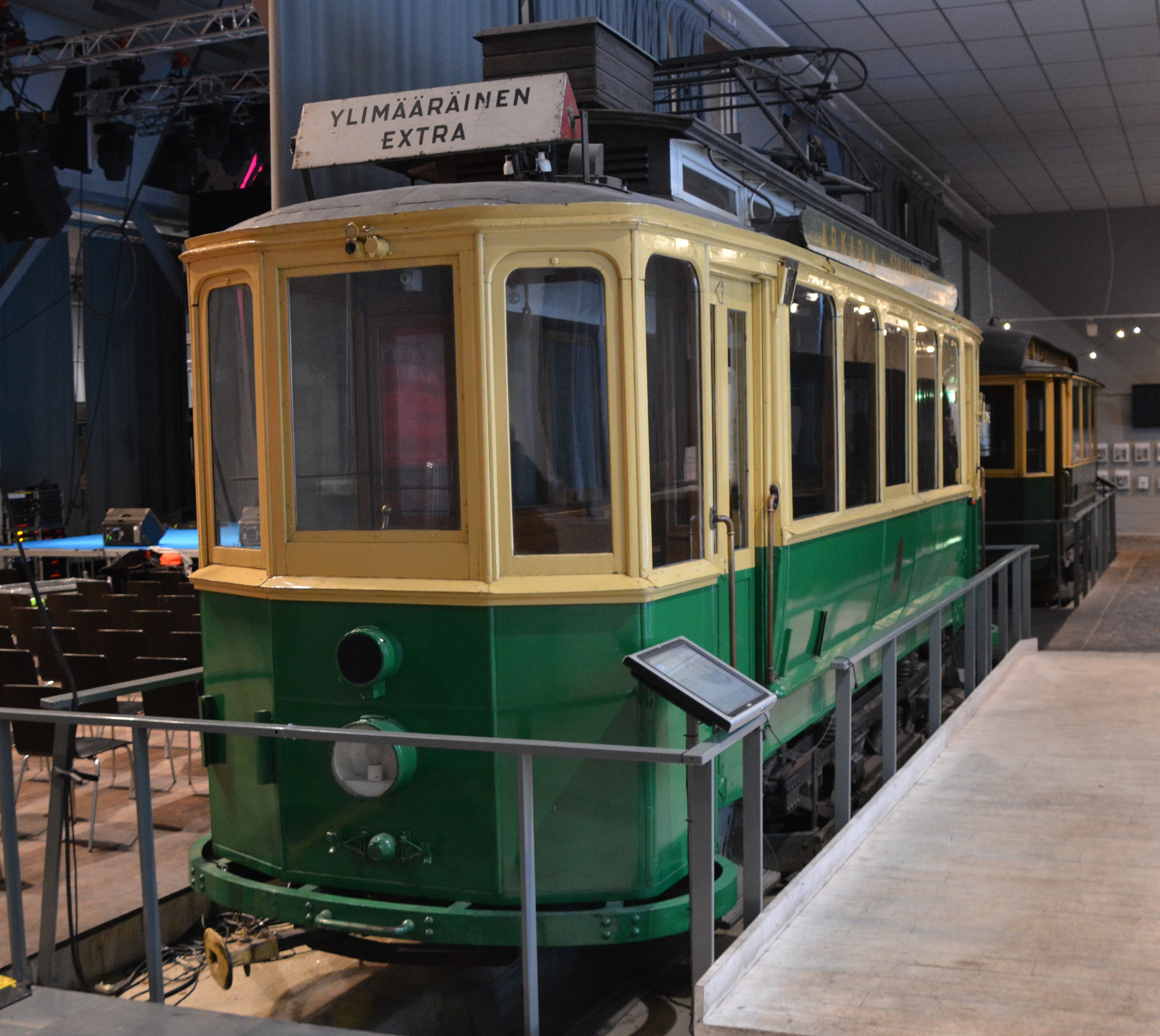
ASEA-spårvagn från 1930-talet på Spåramuseet i Helsingfors.

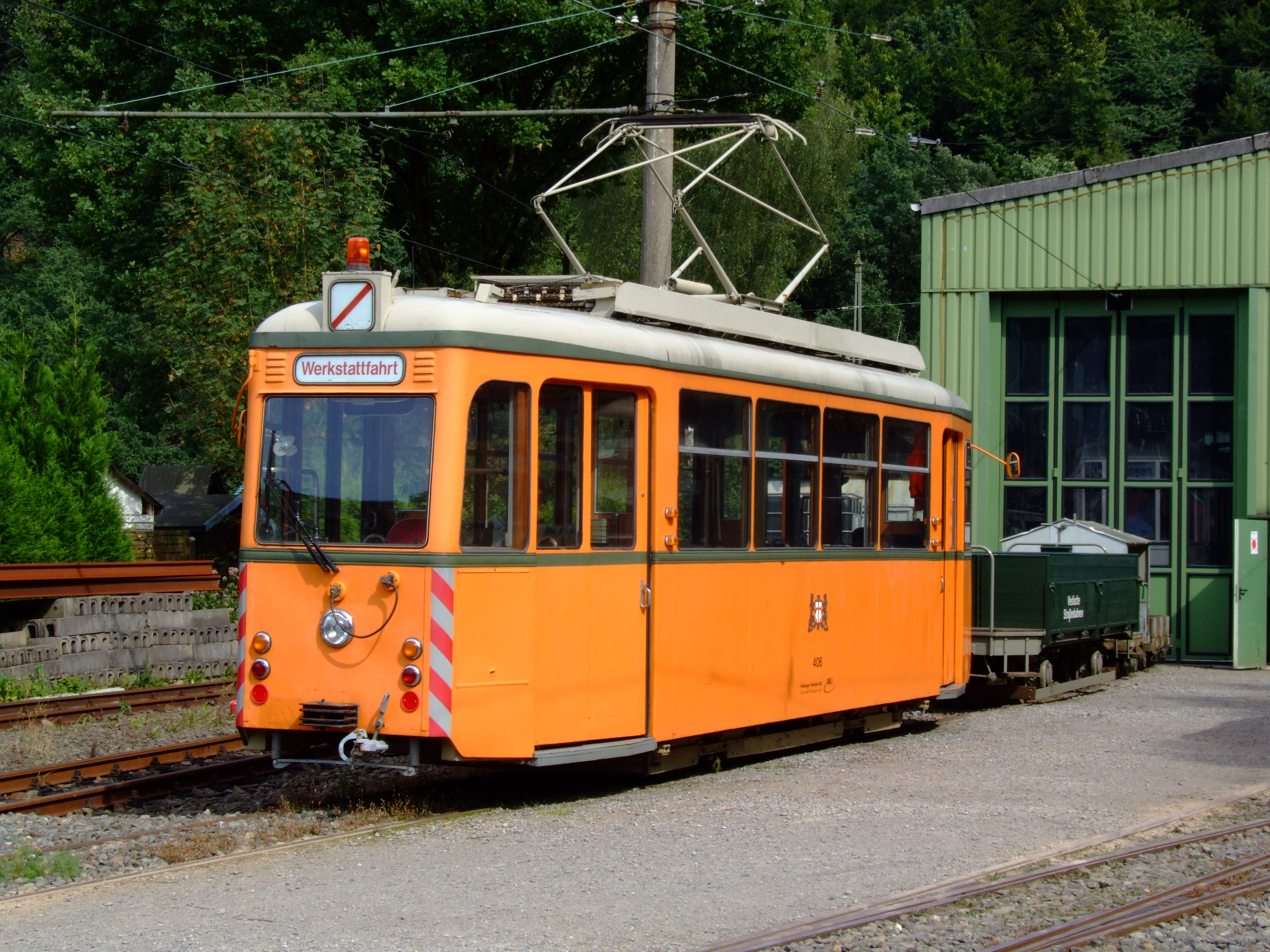
Spårvagn från Friebourg på Bergischises Strassenbahnmuseum i Wuppertal i Tyskland.

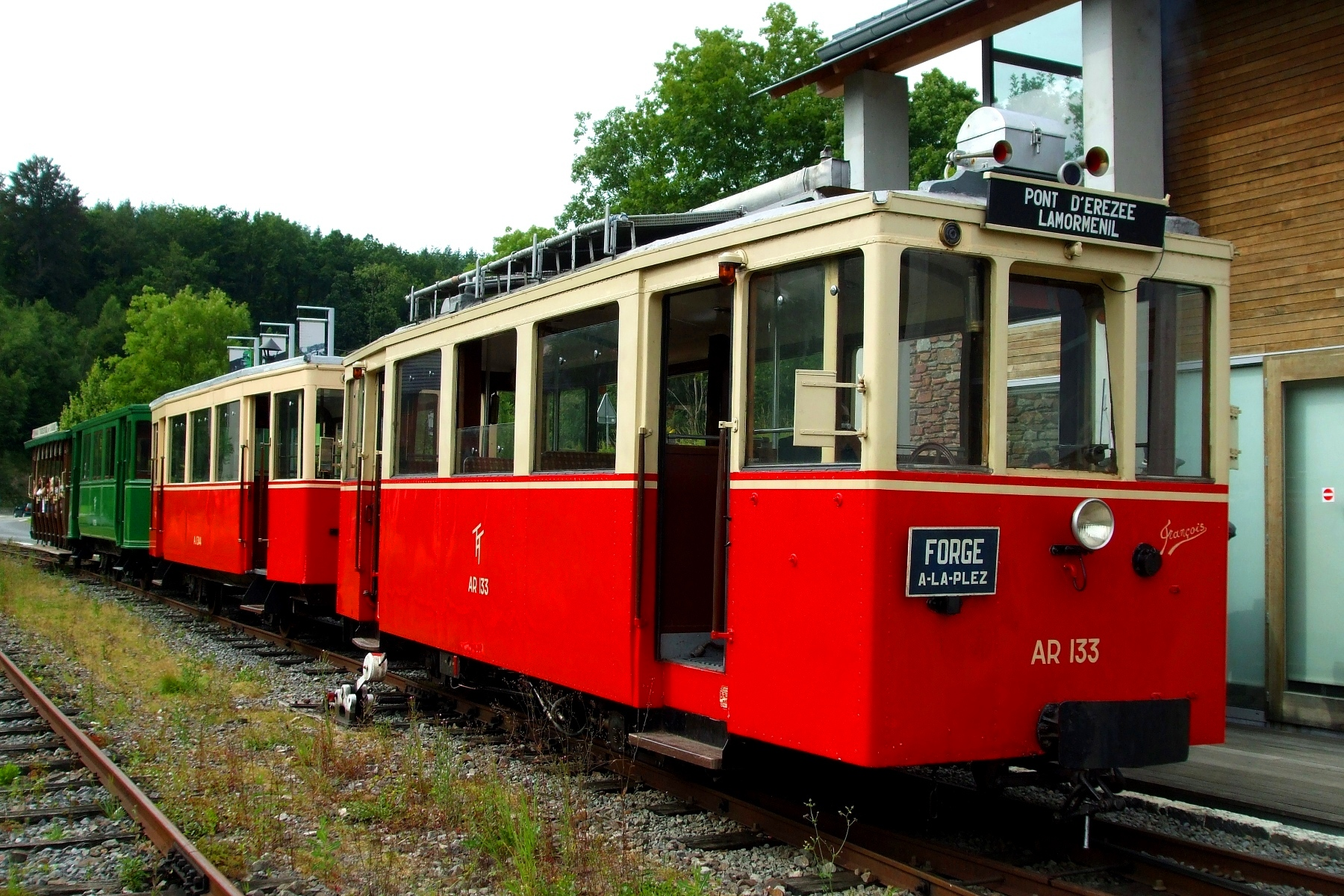
Museispårvagn på Tramway Touristique de l'Aisne i Pont d'Erezée i Belgien.

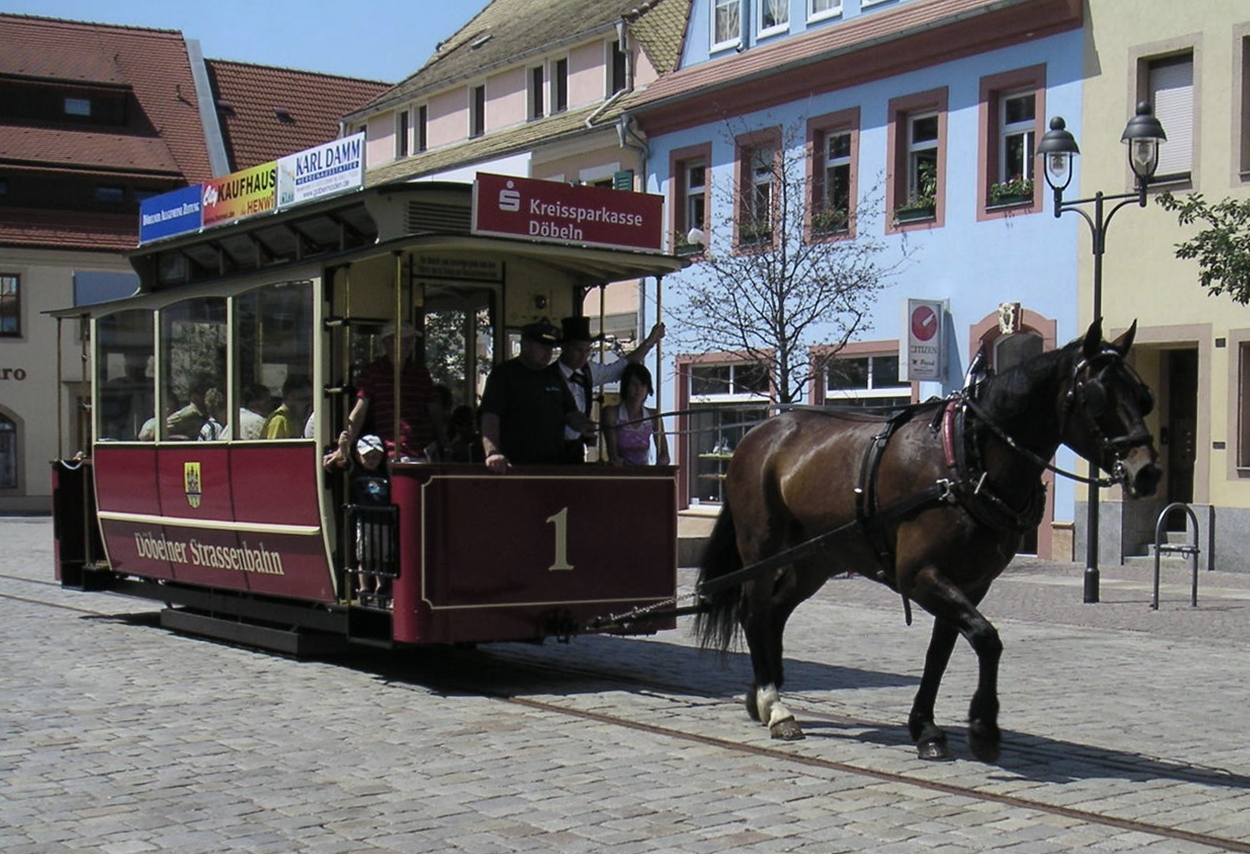
Hästspårvagn på Döbelns spårväg i Tyskland.

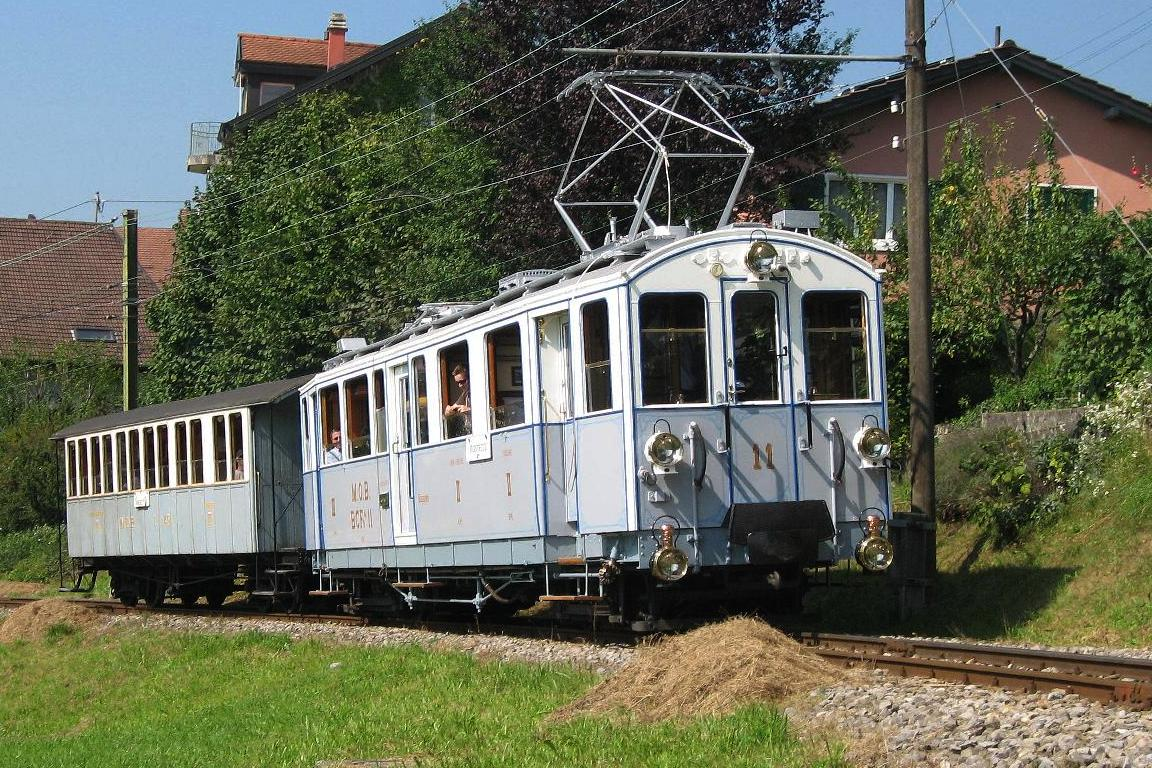
Museibanan Blonay–Chamby i Schweiz.

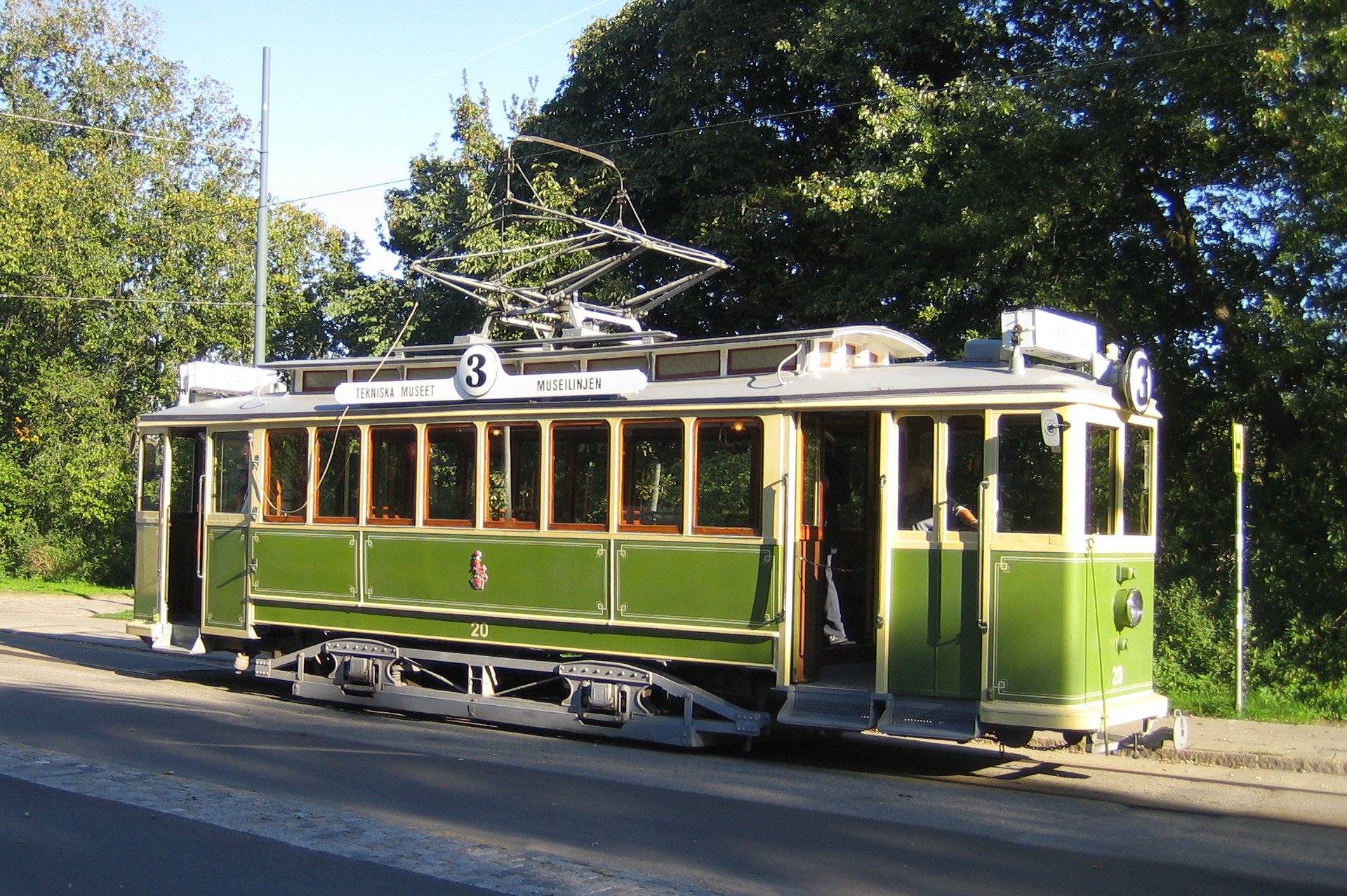
Museispårvagn nr 20 i Malmö.

Ett spårvägsmuseum är ett trafikmuseum vars huvudsakliga tema är spårvägshistoria, vanligtvis lokal spårvägshistoria. Museet kan vara ett mer traditionellt museum med utställning av föremål, eller delvis eller helt uppbyggt för drift av en museal spårlinje på egen räls för detta ändamål, eller på ett av ett lokalt trafikföretag bedrivet spårnät.  
Många lokaltrafikföretag har också egna museispårvagnar för temporär drift på sina spårnät.

## Spårvägsmuseer i urval

### Sverige
- Museispårvägen Malmköping, Sveriges Lokaltrafikmuseum i Malmköping 59°7′58.59″N 16°44′14.57″Ö / 59.1329417°N 16.7373806°Ö
- Svenska Spårvägssällskapet, med trafik med museispårvagnar på Djurgårdslinjen i Stockholm 59°19′31.78″N 18°05′40.00″Ö / 59.3254944°N 18.0944444°Ö
- Stockholms Spårvägsmuseum i Stockholm 59°21′29.20″N 18°05′30.85″Ö / 59.3581111°N 18.0919028°Ö
- Museispårvägen Malmö, museispårväg
- Göteborgs spårvägsmuseum – Spårvägssällskapet Ringlinien i Göteborg 57°42′36.63″N 11°59′32.47″Ö / 57.7101750°N 11.9923528°Ö|

### Danmark
- Sporvejsmuseet Skjoldenæsholm i Ringsted 55°32′0.366″N 11°50′42.30564″Ö / 55.53343500°N 11.8450849000°Ö

### Finland
- Spåramuseet i Helsingfors 60°11′02.57″N 24°55′14.33″Ö / 60.1840472°N 24.9206472°Ö

### Frankrike
- Tramway Touristique de la Vallee de la Deûle, nära Lille

### Norge
- Sporveismuseet i Oslo 59°55′52″N 10°43′00″Ö / 59.9311°N 10.7166°Ö
- Sporveismuseet i Trondheim i Trondheim 63°23′50.096″N 10°21′27.580″Ö / 63.39724889°N 10.35766111°Ö

### Australien
- Ballarat Tramway Museum i Ballarat, Victoria

### Belgien
- Musée des Transports en commun du Pays de Liège i Liège/Lüttich 50°37′43″N 5°35′01″Ö / 50.628675°N 5.583581°Ö
- Musée du Transport Urbain Bruxellois/Museum voor het Stedelijk Vervoer te Brussel i Woluwe-Saint-Pierre 50°49′53″N 4°26′2″Ö / 50.83139°N 4.43389°Ö
- Tramway Touristique de l'Aisne i Aisne 50°17′18.84″N 5°32′56.60″Ö / 50.2885667°N 5.5490556°Ö
- Trammuseum Thuin i Thuin 50°20′26″N 4°16′47″Ö / 50.340604°N 4.279751°Ö
- Trammuseum Schepdaal i Bryssel 50°50′21.66″N 4°11′46.72″Ö / 50.8393500°N 4.1963111°Ö

### Irland
- National Transport Museum of Ireland i Howth 53°23′13″N 6°04′52″V / 53.386807°N 6.081035°V

### Italien
- Parco Museo Ferroviario i Rom 41°52′30″N 12°28′51″Ö / 41.8749761°N 12.4809255°Ö

### Luxemburg
- Luxemburgs spårvägsmuseum i Hollerich i staden Luxemburg

### Nederländerna
- Electrische Museumtramlijn Amsterdam, museispårväg i Amsterdam
- Museiångspårvägen Hoorn–Medemblik i Hoorn 52°38′44″N 5°03′17″Ö / 52.645611°N 5.054623°Ö
- Haags Openbaar Vervoer Museum i Haag 52°3′44″N 4°18′32″Ö / 52.06222°N 4.30889°Ö
- Trammuseum Rotterdams i Rotterdam
- NZH-Vervoermuseum i Haag 52°22′10″N 4°36′58″Ö / 52.36944°N 4.61611°Ö

### Portugal
- Museu da Carris i Lissabon 38°42′07″N 9°10′50″V / 38.7020°N 9.1806°V
- Museu do Carro Eléctrico i Porto 41°08′51.88″N 8°37′58.21″V / 41.1477444°N 8.6328361°V

### Ryssland
- Spårvägsmuseet i Sankt Petersburg 59°56′21″N 30°15′35″Ö / 59.93917°N 30.25972°Ö

### Schweiz
- Tram-Museum Bern i Bern 46°56′07″N 7°25′58″Ö / 46.935191°N 7.432725°Ö
- Tram-Museum Zürich i Zürich 47°21′27.6″N 8°34′16.6″Ö / 47.357667°N 8.571278°Ö
- Musée vivant du Chemin de Fer Blonay-Chamby i Chamby, Lausanne 46°27′56″N 6°53′45″Ö / 46.4656°N 6.8958°Ö

### Storbritannien
- National Tramway Museum i Crich i Derbyshire 53°5′21.48″N 1°29′10.68″V / 53.0893000°N 1.4863000°V
- Wirral Tramway i Wirral 53°23′42″N 3°00′36″V / 53.395109°N 3.01°V

### Tjeckien
- Museet for kollektiv trafik i Prag 50°05′39.86″N 14°23′18.02″Ö / 50.0944056°N 14.3883389°Ö

### Tyskland
- Strassenbahnmuseum in Berlin i Berlin–Pankow[4]
- Bergische Strassenbahnmuseum i Kohlfurth, Wuppertal-Kohlfurth 51°11′29″N 7°6′44″Ö / 51.19139°N 7.11222°Ö
- Verkehrsmuseum Frankfurt am Main i Frankfurt am Main 50°4′56″N 8°34′53″Ö / 50.08222°N 8.58139°Ö
- Strassenbahnmuseum Dresden i Dresden 51°05′11″N 13°43′45.3″Ö / 51.08639°N 13.729250°Ö
- Strassenbahn-Museum Thielenbruch i Köln 50°58′41.08″N 7°5′4.99″Ö / 50.9780778°N 7.0847194°Ö
- Das Depot i Bremen
- Strassenbahnmuseum Kassel i Kassel 51°18′36.00″N 9°31′15.00″Ö / 51.3100000°N 9.5208333°Ö
- Stuttgarter Historische Strassenbahnen i Stuttgart 48°47′56″N 9°13′04″Ö / 48.798977°N 9.21768°Ö
- Hannoversches Strassenbahn-Museum i Sehnde, Hannover 52°17′27″N 9°55′56″Ö / 52.29083°N 9.93222°Ö
- Museum der Münchner Vehrkehrgesellschaft i München 48°06′08.20″N 11°36′07.25″Ö / 48.1022778°N 11.6020139°Ö
- Deutsche Pferdebahnmuseum Döbeln i Döbeln
- Strassenbahnmuseum Leipzig-Möckern i Leipzig
- Historisches Strassenbahndepot i Nürnberg 49°26′37″N 11°06′03″Ö / 49.44361°N 11.10083°Ö
- Strassenbahnmuseum Darmstedt-Kranichstein i Darmstadt 49°54′16″N 8°40′40″Ö / 49.90448°N 8.67764°Ö
- Strassenbahnmuseum Halle i Halle 51°30′9.8″N 11°57′28.4″Ö / 51.502722°N 11.957889°Ö
- Strassenbahnmuseum Kiel i Kiel

### USA
- Connecticut Trolley Museum i East Windsor, Connecticut 41°55′53″N 72°35′41″V / 41.93139°N 72.59472°V
- Seashore Trolley Museum i Kennebunkport, Maine 43°24′33.6″N 70°29′22.78″V / 43.409333°N 70.4896611°V
- Shore Line Trolley Museum i East Haven, Connecticut
- Baltimore Streetcar Museum
- Rockhill Trolley Museum
- Fox River Trolley Museum
- Phoenix Trolley Museum
- Fort Smith Trolley Museum, Arkansas
- Electric City Trolley Museum, Scranton, Pennsylvania
- Shelburne Falls Trolley Museum, Massachusetts
- National Capital Trolley Museum, Colesville, Maryland
- Pennsylvania Trolley Museum, Washington, Pennsylvania
- Denver Trolley Museum
- Trolley Museum of Kingston
- Minnesota Streetcar Museum, Minneapolis, Minnesota
- Como-Harriet Streetcar Museum, Minneapolis, Minnesota
- National Streetcar Museum, Lowell, Massachusetts
- San Francisco Railway Museum
- East Troy Electric Railroad, Wisconsin
- Yakima Electric Trolley Museum

### Österrike
- Verkehrsmuseum Remise i Wien 48°11′47″N 16°24′23″Ö / 48.196333°N 16.4065°Ö
- Wiener Tramwaymuseum i Wien
- Tramway Museum Graz 47°06′20.61″N 15°29′20.62″Ö / 47.1057250°N 15.4890611°Ö
- Museumstramway Mariazell–Erlaufsee, Mariazell–Erlaufsee i Steiermark 47°47′11″N 15°17′40″Ö / 47.78639°N 15.29444°Ö)]
- Tiroler Museumsbahnen i Innsbruck 47°15′10″N 11°23′53″Ö / 47.252778°N 11.398056°Ö